# Boxholms församling
Boxholms församling är en församling i Folkungabygdens pastorat i Vätterbygdens kontrakt i Linköpings stift. Församlingen omfattar hela Boxholms kommun i Östergötlands län.

## Administrativ historik
Församlingen bildades 2010 genom sammanslagning av Ekeby, Åsbo, Malexanders, Blåviks och Rinna församlingar. Församlingen utgjorde till 2014 ett eget pastorat för att därefter ingå i Folkungabygdens pastorat.

## Kyrkoherdar
Se även Blåviks församling series pastorum, Ekeby församling series pastorum, Malexanders församling series pastorum, Rinna församling series pastorum och Åsbo församling series pastorum. 
Lista över kyrkoherdar i Boxholms församling.
| Ämbetstid | Namn                        | Levnadstid |
| --------- | --------------------------- | ---------- |
| 2010-2013 | Jenny Karin Margareta Ahlén | 1946-      |

### Församlingsherdar
| Ämbetstid | Namn                   | Levnadstid | Övrigt |
| --------- | ---------------------- | ---------- | ------ |
| 2014-2016 | Kenneth Lindström      | 1949-      | [ 5 ]  |
| 2020–2021 | Per Ingvarsson         | 1953–      |        |
| 2022      | Heide-Marie Hermansson | 1975–      |        |

### Komministrar
| Ämbetstid | Namn                   | Levnadstid | Övrigt |
| --------- | ---------------------- | ---------- | ------ |
| 2015–     | Heide-Marie Hermansson | 1975–      | [ 5 ]  |

## Kyrkor
- Blåviks kyrka
- Boxholms kyrka
- Ekeby kyrka
- Malexanders kyrka
- Rinna kyrka
- Åsbo kyrka